# Élections partielles au cours du 115e congrès des États-Unis
Plusieurs élections partielles ont lieu durant le 115e congrès.
En 2017, quatre membres républicains de la Chambre des représentants et un membre du Sénat sont nommés au sein de l'administration Trump, alors qu'un représentant démocrate est nommé au poste de procureur général de Californie. Un représentant républicain démissionne également pour rejoindre la chaîne Fox News. De plus, deux représentants républicains et un représentant démocrate démissionnent à la suite d'affaires de mœurs.
En 2018, un représentant républicain démissionne pour devenir président de l'Ohio Business Roundtable

## Récapitulatif
| District                           | Sortant          | Sortant | Sortant     | Entrant           | Entrant | Entrant     |
| District                           | Représentant     | Parti   | Parti       | Représentant      | Parti   | Parti       |
| ---------------------------------- | ---------------- | ------- | ----------- | ----------------- | ------- | ----------- |
| 34e district de Californie         | Xavier Becerra   |         | Démocrate   | Jimmy Gomez       |         | Démocrate   |
| 4e district du Kansas              | Mike Pompeo      |         | Républicain | Ron Estes         |         | Républicain |
| 6e district de Géorgie             | Tom Price        |         | Républicain | Karen Handel      |         | Républicain |
| District at-large du Montana       | Ryan Zinke       |         | Républicain | Greg Gianforte    |         | Républicain |
| 5e district de Caroline du Sud     | Mick Mulvaney    |         | Républicain | Ralph Norman      |         | Républicain |
| 3e district de l'Utah              | Jason Chaffetz   |         | Républicain | John Curtis       |         | Républicain |
| 18e district de Pennsylvanie       | Tim Murphy       |         | Républicain | Conor Lamb        |         | Démocrate   |
| 8e district de l'Arizona           | Trent Franks     |         | Républicain | Debbie Lesko      |         | Républicain |
| 27e district du Texas              | Blake Farenthold |         | Républicain | Michael Cloud     |         | Républicain |
| 12e district de l'Ohio             | Pat Tiberi       |         | Républicain | Troy Balderson    |         | Républicain |
| 13e district du Michigan           | John Conyers     |         | Démocrate   | Brenda Jones      |         | Démocrate   |
| 25e district de l'État de New York | Louise Slaughter |         | Démocrate   | Joseph D. Morelle |         | Démocrate   |
| 7e district de Pennsylvanie        | Pat Meehan       |         | Républicain | Mary Scanlon      |         | Démocrate   |
| 15e district de Pennsylvanie       | Charlie Dent     |         | Républicain | Susan Wild        |         | Démocrate   |

| État        | Sortant          | Sortant | Sortant     | Entrant          | Entrant | Entrant     |
| État        | Sénateur         | Parti   | Parti       | Sénateur         | Parti   | Parti       |
| ----------- | ---------------- | ------- | ----------- | ---------------- | ------- | ----------- |
| Alabama     | Luther Strange   |         | Républicain | Doug Jones       |         | Démocrate   |
| Minnesota   | Tina Smith       |         | DLF         | Tina Smith       |         | DLF         |
| Mississippi | Cindy Hyde-Smith |         | Républicain | Cindy Hyde-Smith |         | Républicain |

## 34edistrict congressionnel de Californie
À la suite de la nomination de Xavier Becerra (démocrate) au poste de procureur général de Californie, une élection partielle se tient le 4 avril 2017 pour le remplacer. Les démocrates sont pratiquement assurés de conserver ce siège. Parmi les principaux candidats se trouvent Jimmy Gomez, membre de l'Assemblée de l'État de Californie et Arturo Carmona, directeur politique adjoint de Bernie Sanders durant la primaire présidentielle démocrate de 2016. Aucun candidat ne rassemble la majorité absolue des suffrages et un second tour est organisé le 6 juin. Gomez est élu et entre en fonction le 11 juillet suivant.
| Candidat                | Parti         | Parti         | 1er tour      | 1er tour | 2d tour | 2d tour |
| Candidat                | Parti         | Parti         | Voix          | %        | Voix    | %       |
| ----------------------- | ------------- | ------------- | ------------- | -------- | ------- | ------- |
| Jimmy Gomez             |               | Démocrate     | 8 156         | 28,14    | 25 569  | 59,2    |
| Robert Lee Ahn          |               | Démocrate     | 5 504         | 18,99    | 17 610  | 40,8    |
| Maria Cabildo           |               | Démocrate     | 2 778         | 9,59     |         |         |
| Sara Hernandez          |               | Démocrate     | 1 525         | 5,26     |         |         |
| Arturo Carmona          |               | Démocrate     | 1 520         | 5,24     |         |         |
| Wendy Carrillo          |               | Démocrate     | 1 448         | 5,00     |         |         |
| Kenneth Mejia           |               | Vert          | 1 276         | 4,40     |         |         |
| William Morrison        |               | Républicain   | 1 089         | 3,76     |         |         |
| Yolie Flores            |               | Démocrate     | 1 027         | 3,54     |         |         |
| Alejandra Campoverdi    |               | Démocrate     | 679           | 2,34     |         |         |
| Tracy Van Houten        |               | Démocrate     | 673           | 2,32     |         |         |
| Vanessa L. Aramayo      |               | Démocrate     | 611           | 2,11     |         |         |
| Sandra Mendoza          |               | Démocrate     | 535           | 1,85     |         |         |
| Steven Mac              |               | Démocrate     | 489           | 1,69     |         |         |
| Raymond Meza            |               | Démocrate     | 385           | 1,33     |         |         |
| Mark Edward Padilla     |               | Indépendant   | 340           | 1,17     |         |         |
| Angela E. McArdle       |               | Libertarien   | 248           | 0,86     |         |         |
| Ricardo De La Fuente    |               | Démocrate     | 246           | 0,85     |         |         |
| Adrienne Nicole Edwards |               | Démocrate     | 127           | 0,44     |         |         |
| Richard Joseph Sullivan |               | Démocrate     | 118           | 0,41     |         |         |
| Armando Sotomayor       |               | Démocrate     | 91            | 0,31     |         |         |
| Tenaya Wallace          |               | Démocrate     | 67            | 0,23     |         |         |
| Melissa Garza           |               | Démocrate     | 52            | 0,18     |         |         |
|                         |               |               |               |          |         |         |
| Total                   | Total         | Total         | 108 561       | 100,0    | 43 179  | 100,0   |
| Participation           | Participation | Participation | Participation | 6,76     |         | 14,27   |

## 4edistrict congressionnel du Kansas
À la suite de la nomination de Mike Pompeo (républicain) au poste de directeur de la CIA, une élection partielle se tient le 11 avril 2017.
| Candidat       | Parti         | Parti         | Voix          | %      |
| -------------- | ------------- | ------------- | ------------- | ------ |
| Ron Estes      |               | Républicain   | 64 044        | 52,2   |
| James Thompson |               | Démocrate     | 56 435        | 46,0   |
| Chris Rockhold |               | Libertarien   | 2 115         | 1,7    |
|                |               |               |               |        |
| Total          | Total         | Total         | 123 353       | 100,00 |
| Participation  | Participation | Participation | Participation | 28,9   |

## 6edistrict congressionnel de Géorgie
À la suite de la nomination de Tom Price (républicain) au poste de secrétaire à la Santé et aux Services sociaux des États-Unis, une élection partielle se tient le 18 avril 2017 pour le remplacer. Si aucun candidat ne dépasse ne rassemble la majorité absolue des suffrages un second tour sera organisé le 20 juin 2017.
Bien que ce district soit un bastion du Parti républicain, Jon Ossoff, candidat démocrate, fait figure de favoris, dans le contexte de forte impopularité de Donald Trump, qui n'a remporté en novembre 2016 que 48 % des suffrages contre 47 % Hillary Clinton, et comparé aux 61 % des voix remportés par Mitt Romney en 2012.
| Candidat             | Parti         | Parti         | 1er tour      | 1er tour | 2d tour | 2d tour |
| Candidat             | Parti         | Parti         | Voix          | %        | Voix    | %       |
| -------------------- | ------------- | ------------- | ------------- | -------- | ------- | ------- |
| Jon Ossoff           |               | Démocrate     | 92 673        | 48,12    | 125 517 | 48,22   |
| Karen Handel         |               | Républicain   | 38 071        | 19,77    | 134 799 | 51,78   |
| Bob Gray             |               | Républicain   | 20 802        | 10,80    |         |         |
| Dan Moody            |               | Républicain   | 17 028        | 8,84     |         |         |
| Judson Hill          |               | Républicain   | 16 870        | 8,76     |         |         |
| Kurt Wilson          |               | Républicain   | 1 820         | 0,95     |         |         |
| David Abroms         |               | Républicain   | 1 639         | 0,85     |         |         |
| Ragin Edwards        |               | Démocrate     | 504           | 0,26     |         |         |
| Ron Slotin           |               | Démocrate     | 491           | 0,25     |         |         |
| Bruce LeVell         |               | Républicain   | 455           | 0,24     |         |         |
| Mohammad Ali Bhuiyan |               | Républicain   | 415           | 0,22     |         |         |
| Keith Grawert        |               | Républicain   | 415           | 0,22     |         |         |
| Amy Kremer           |               | Républicain   | 351           | 0,18     |         |         |
| William Llop         |               | Républicain   | 326           | 0,17     |         |         |
| Rebecca Quigg        |               | Démocrate     | 304           | 0,16     |         |         |
| Richard Keatley      |               | Démocrate     | 229           | 0,12     |         |         |
| Alexander Hernandez  |               | Indépendant   | 121           | 0,06     |         |         |
| Andre Pollard        |               | Indépendant   | 55            | 0,03     |         |         |
|                      |               |               |               |          |         |         |
| Total                | Total         | Total         | 193 981       | 100,00   | 260 455 | 100,00  |
| Participation        | Participation | Participation | Participation | 43,58    |         | 58,16   |

## District congressionnelat-largedu Montana
À la suite de la nomination de Ryan Zinke (républicain) au poste de secrétaire à l'Intérieur des États-Unis, une élection partielle se tient le 25 mai 2017 pour le remplacer.
| Candidat       | Parti         | Parti         | Voix          | %      |
| -------------- | ------------- | ------------- | ------------- | ------ |
| Greg Gianforte |               | Républicain   | 189 473       | 49,89  |
| Rob Quist (en) |               | Démocrate     | 166 483       | 43,84  |
| Mark Wicks     |               | Libertarien   | 21 509        | 5,66   |
|                |               |               |               |        |
| Total          | Total         | Total         | 381 416       | 100,00 |
| Participation  | Participation | Participation | Participation | 54,73  |

## 5edistrict congressionnel de Caroline du Sud
À la suite de la nomination de Mick Mulvaney (républicain) au poste de directeur du Bureau de la gestion et du budget, une élection partielle se tient le 20 juin 2017 pour le remplacer.
| Candidat       | Parti         | Parti          | Voix          | %      |
| -------------- | ------------- | -------------- | ------------- | ------ |
| Ralph Norman   |               | Républicain    | 45 076        | 51,04  |
| Archie Parnell |               | Démocrate      | 42 341        | 47,94  |
| Josh Thornton  |               | Américain (en) | 319           | 0,36   |
| Victor Kocher  |               | Libertarien    | 273           | 0,31   |
| David Kulma    |               | Vert           | 242           | 0,26   |
| Write-in       | Write-in      | Write-in       | 65            | 0,07   |
|                |               |                |               |        |
| Total          | Total         | Total          | 88 316        | 100,00 |
| Participation  | Participation | Participation  | Participation | 18,34  |

## 3edistrict congressionnel de l'Utah
À la suite de la démission de Jason Chaffetz (républicain), une élection partielle se tient le 7 novembre 2017 pour le remplacer.
| Candidat          | Parti         | Parti         | Voix          | %     |
| ----------------- | ------------- | ------------- | ------------- | ----- |
| John Curtis       |               | Républicain   | 85 751        | 58,0  |
| Kathie Allen      |               | Démocrate     | 37 801        | 25,6  |
| Jim Bennett       |               | UUP           | 13 747        | 9,3   |
| Sean Whalen       |               | Indépendant   | 4 554         | 3,1   |
| Joe Buchman       |               | Libertarien   | 3 644         | 2,5   |
| Jason Christensen |               | AIP           | 2 286         | 1,5   |
|                   |               |               |               |       |
| Total             | Total         | Total         | 147 796       | 100,0 |
| Participation     | Participation | Participation | Participation | 43,04 |

## Sénateur de l'Alabama
En février 2017, Jeff Sessions est nommé procureur général des États-Unis, entraînant une vacance d'un des postes de sénateur de l'Alabama. Le gouverneur de l'État nomme alors le procureur général de l'État, Luther Strange, à ce poste dans l'attente d'un l'organisation d'une élection partielle le 12 décembre 2017. Le candidat démocrate Doug Jones est élu.

### Primaire républicaine
| Candidat       | Parti | Parti       | 1er tour | 1er tour | 2d tour | 2d tour |
| Candidat       | Parti | Parti       | Voix     | %        | Voix    | %       |
| -------------- | ----- | ----------- | -------- | -------- | ------- | ------- |
| Roy Moore      |       | Républicain | 164 524  | 38,9     | 262 204 | 54,6    |
| Luther Strange |       | Républicain | 138 971  | 32,8     | 218 066 | 45,4    |
| Mo Brooks      |       | Républicain | 83 287   | 19,7     |         |         |
| Trip Pittman   |       | Républicain | 29 124   | 6,9      |         |         |
| Randy Brinson  |       | Républicain | 2 978    | 0,6      |         |         |
| Bryan Peeples  |       | Républicain | 1 579    | 0,4      |         |         |
| Mary Maxwell   |       | Républicain | 1 543    | 0,4      |         |         |
| James Beretta  |       | Républicain | 1 078    | 0,3      |         |         |
| Dom Gentile    |       | Républicain | 303      | 0,1      |         |         |
| Joseph Breault |       | Républicain | 252      | 0,1      |         |         |
|                |       |             |          |          |         |         |
| Total          | Total | Total       | 423 282  | 100,0    | 480 270 | 100,0   |

### Primaire démocrate
| Candidat              | Parti | Parti     | Voix    | %     |
| --------------------- | ----- | --------- | ------- | ----- |
| Doug Jones            |       | Démocrate | 109 105 | 66,1  |
| Robert F. Kennedy Jr. |       | Démocrate | 29 215  | 17,7  |
| Michael Hansen        |       | Démocrate | 11 105  | 6,7   |
| Will Boyd             |       | Démocrate | 8 010   | 4,9   |
| Jason Fisher          |       | Démocrate | 3 478   | 2,1   |
| Brian McGee           |       | Démocrate | 1 450   | 0,9   |
| Charles Nana          |       | Démocrate | 1 404   | 0,9   |
| Vann Caldwell         |       | Démocrate | 1 239   | 0,8   |
|                       |       |           |         |       |
| Total                 | Total | Total     | 165 006 | 100,0 |

### Élection générale
| Candidat      | Parti         | Parti         | Voix          | %     |
| ------------- | ------------- | ------------- | ------------- | ----- |
| Doug Jones    |               | Démocrate     | 673 896       | 49,97 |
| Roy Moore     |               | Républicain   | 651 972       | 48,34 |
| Write-in      | Write-in      | Write-in      | 22 852        | 1,69  |
|               |               |               |               |       |
| Total         | Total         | Total         | 1 348 720     | 100,0 |
| Participation | Participation | Participation | Participation | 40,54 |

## 18edistrict de Pennsylvanie
À la suite de la démission de Tim Murphy (républicain), une élection partielle se tient le 13 mars 2018 pour le remplacer.
| Candidat      | Parti         | Parti         | Voix          | %     |
| ------------- | ------------- | ------------- | ------------- | ----- |
| Conor Lamb    |               | Démocrate     | 114 078       | 50,30 |
| Rick Saccone  |               | Républicain   | 113 335       | 49,30 |
| Drew Miller   |               | Libertarien   | 1 379         | 0,50  |
|               |               |               |               |       |
| Total         | Total         | Total         | 228 792       | 100,0 |
| Participation | Participation | Participation | Participation | 49,64 |

## 8edistrictde l'Arizona
À la suite de la démission de Trent Franks (républicain), une élection partielle se tient le 24 avril 2018 pour le remplacer.
| Candidat             | Parti         | Parti         | Voix          | %     |
| -------------------- | ------------- | ------------- | ------------- | ----- |
| Debbie Lesko         |               | Républicain   | 83 172        | 52,83 |
| Hiral Vyas Tipirneni |               | Démocrate     | 74 253        | 47,17 |
|                      |               |               |               |       |
| Total                | Total         | Total         | 157 425       | 100,0 |
| Participation        | Participation | Participation | Participation | 41,58 |

## 12edistrictde l'Ohio
À la suite de la démission de Pat Tiberi (républicain), une élection partielle se tient le 7 août 2018 pour le remplacer.

## 13edistrictdu Michigan
À la suite de la démission de John Conyers (démocrate), une élection partielle se tient le 6 novembre 2018 pour le remplacer.